# Coppa di Grecia di pallacanestro maschile
La Coppa di Grecia (gr.: κυπέλλου Ελλάδας μπάσκετ) di pallacanestro è un trofeo nazionale greco organizzato annualmente dalla Federazione cestistica della Grecia, a partire dal 1976.

## Albo d'oro
- 1975-1976  Olympiakos
- 1977  Olympiakos
- 1978  Olympiakos
- 1979  Panathīnaïkos
- 1980  Olympiakos
- 1981  AEK Atene
- 1982  Panathīnaïkos
- 1983  Panathīnaïkos
- 1984  PAOK Salonicco
- 1985  Aris Salonicco
- 1985-1986  Panathīnaïkos
- 1986-1987  Aris Salonicco
- 1987-1988  Aris Salonicco
- 1988-1989  Aris Salonicco
- 1989-1990  Aris Salonicco
- 1990-1991  Paniōnios
- 1991-1992  Aris Salonicco
- 1992-1993  Panathīnaïkos
- 1993-1994  Olympiakos
- 1994-1995  PAOK Salonicco
- 1995-1996  Panathīnaïkos
- 1996-1997  Olympiakos
- 1997-1998  Aris Salonicco
- 1998-1999  PAOK Salonicco
- 1999-2000  AEK Atene
- 2000-2001  AEK Atene
- 2001-2002  Olympiakos
- 2002-2003  Panathīnaïkos
- 2003-2004  Aris Salonicco
- 2004-2005  Panathīnaïkos
- 2005-2006  Panathīnaïkos
- 2006-2007  Panathīnaïkos
- 2007-2008  Panathīnaïkos
- 2008-2009  Panathīnaïkos
- 2009-2010  Olympiakos
- 2010-2011  Olympiakos
- 2011-2012  Panathīnaïkos
- 2012-2013  Panathīnaïkos
- 2013-2014  Panathīnaïkos
- 2014-2015  Panathīnaïkos
- 2015-2016  Panathīnaïkos
- 2016-2017  Panathīnaïkos
- 2017-2018  AEK Atene
- 2018-2019  Panathīnaïkos
- 2019-2020  AEK Atene
- 2020-2021  Panathīnaïkos
- 2021-2022  Olympiakos
- 2022-2023  Olympiakos
- 2023-2024  Olympiakos
- 2024-2025  Panathīnaïkos

## Vittorie per club
| Club           | Vittorie | Anno                                                                             |
| -------------- | -------- | -------------------------------------------------------------------------------- |
| Panathīnaïkos  | 21       | 1979, 1982, 1983, 1986, 1993, 1996, 2003, 2005-2009, 2012-2017, 2019, 2021, 2025 |
| Olympiakos     | 12       | 1976-1978, 1980, 1994, 1997, 2002, 2010, 2011, 2022, 2023, 2024                  |
| Aris Salonicco | 8        | 1985, 1987-1990, 1992, 1998, 2004                                                |
| AEK Atene      | 5        | 1981, 2000, 2001, 2018, 2020                                                     |
| PAOK Salonicco | 3        | 1984, 1995, 1999                                                                 |
| Paniōnios      | 1        | 1991                                                                             |

## Record
Il giocatore che detiene il numero maggiore di edizioni vinte è:
| Nome                 | Club               | Vittorie | Anni |
| -------------------- | ------------------ | -------- | --- |
| Dīmītrīs Diamantidīs | Panathīnaïkos (10) | 10       | 2004-2005, 2005-2006, 2006-2007, 2007-2008, 2008-2009, 2011-2012, 2012-2013, 2013-2014, 2014-2015, 2015-2016 |

L'allenatore che detiene il numero maggiore di edizioni vinte è:
| Nome             | Club              | Vittorie | Anni                                                                        |
| ---------------- | ----------------- | -------- | --------------------------------------------------------------------------- |
| Željko Obradović | Panathīnaïkos (7) | 7        | 2002-2003, 2004-2005, 2005-2006, 2006-2007, 2007-2008, 2008-2009, 2011-2012 |